# Laurila–Kelloselkä-banan
Laurila–Kelloselkä-banan är en del av det finländska järnvägsnätet och går från Laurila järnvägsstation som ligger strax norr om Kemi, via järnvägsstationerna i Rovaniemi och Kemijärvi till Kelloselkä nära Finlands östgräns. Bansträckningen är enkelspårig. Sträckningen Kemi–Laurila–Rovaniemi–Kemijärvi är elektrifierad. Den högsta punkten på det nuvarande finländska bannätet (2006) befinner sig 4 km väster om Sallas trafikplats vid bankilometer 1117,120: där är höjden 249,82 meter över havet.

## Historia
Banan byggdes 1909 Laurila–Rovaniemi, 1934 Rovaniemi–Kemijärvi och 1942 Kemijärvi–Kelloselkä. Banan öster om Kemijärvi byggdes 1940–1942 med en fortsättning in i Sovjetunionen till Kandalaksja vid Murmanskbanan. Banan förstördes delvis under 1944 och gränsöverskridande trafik har inte förekommit sedan. Delsträckan Alakurtti–Kandalaksja i Ryssland har viss trafik idag.

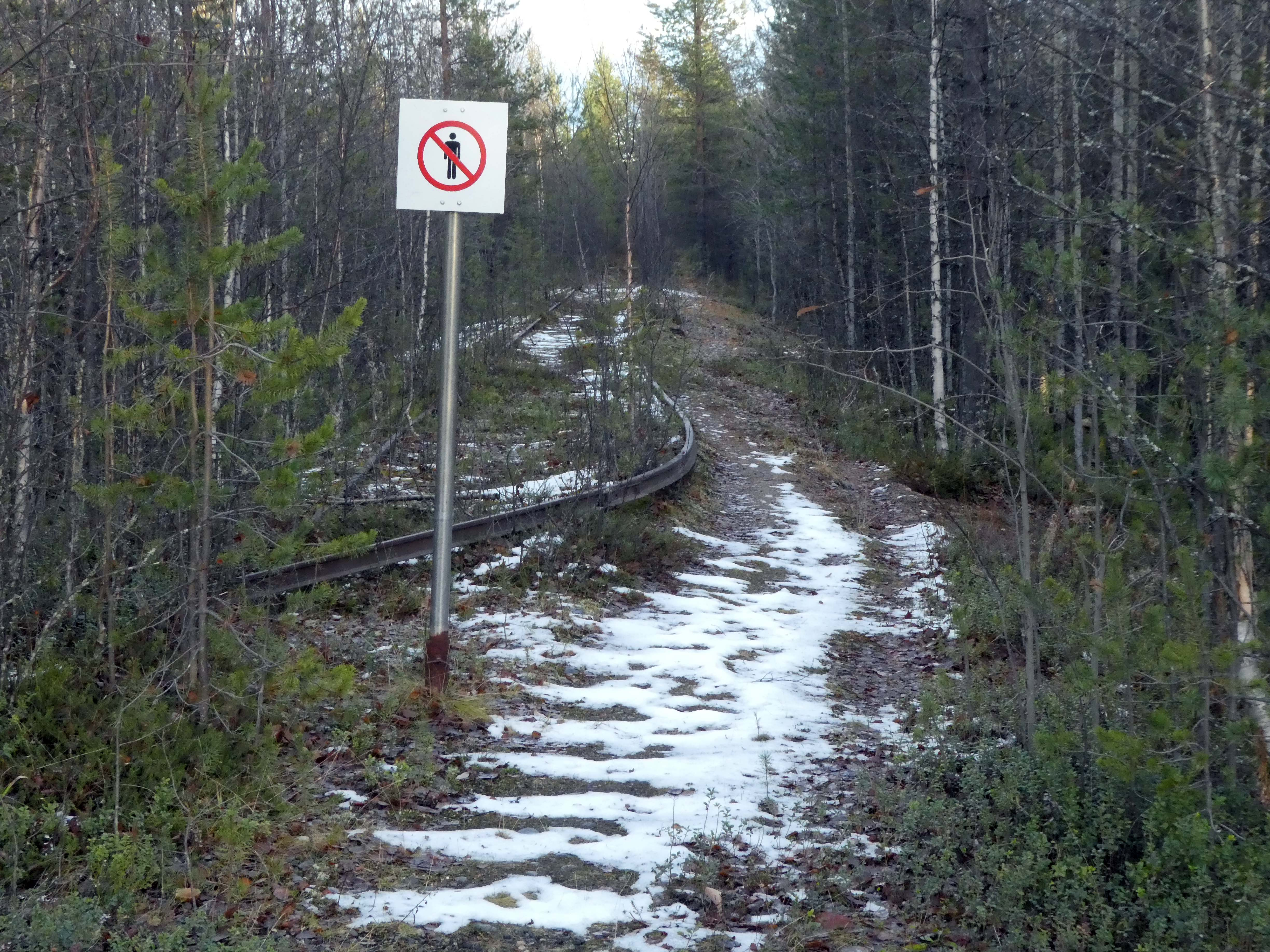
Rälsbrott på järnvägen som Finland tvingats bygga i Finska Lappland och ansluta till den ryska efter andra världskriget. Den är uppbruten på finska sidan.

Sträckan Laurila–Rovaniemi blev elektrifierad 2004. 
Elektrifieringen av avsnittet Rovaniemi–Kemijärvi slutfördes 2014 och avsnittet Kemijärvi–Patokangas efter 2014. Då loken inte längre behövde bytas i Rovaniemi förkortades restiden till Kemijärvi med en halvtimme.

## Stationer

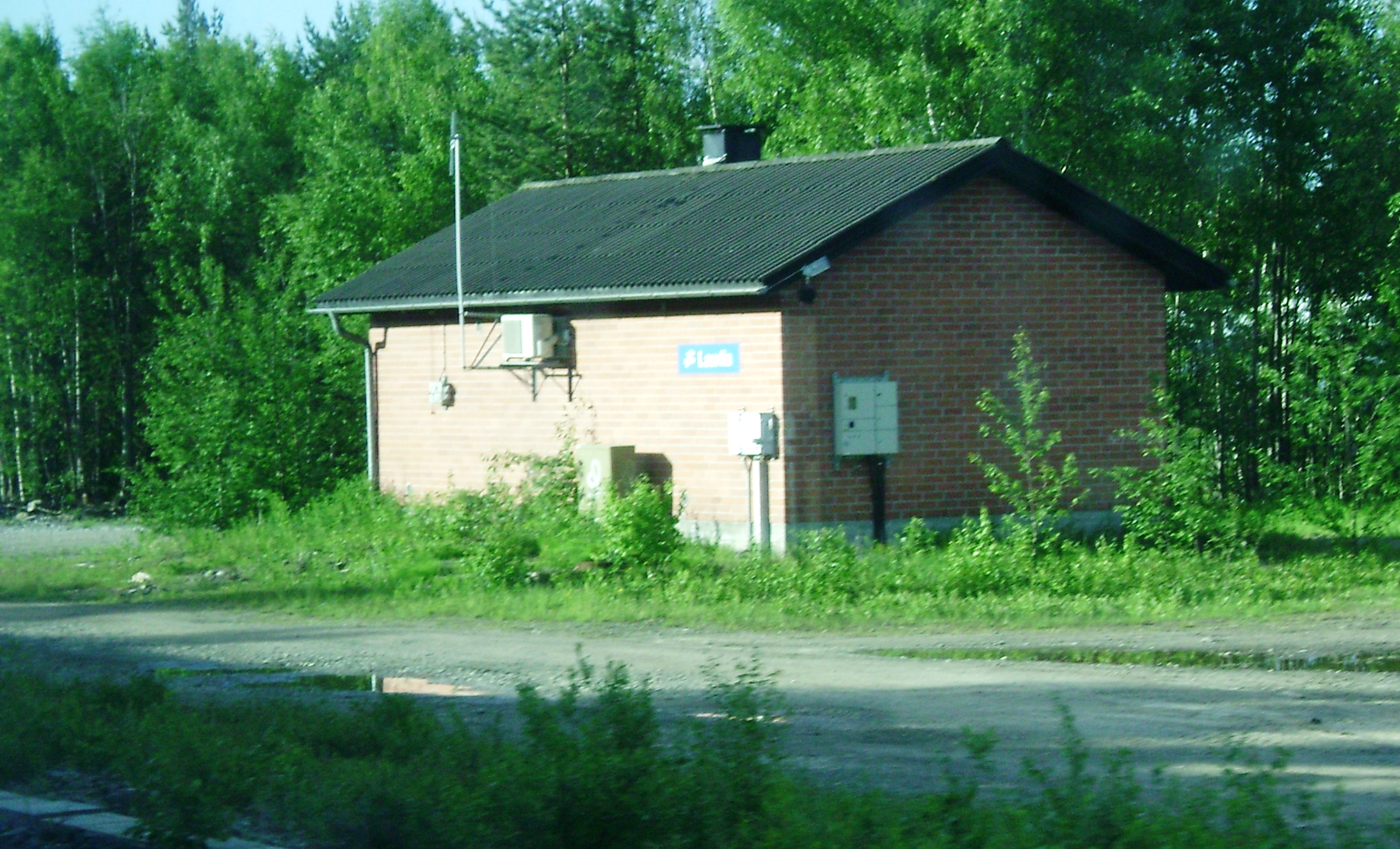
Laurila
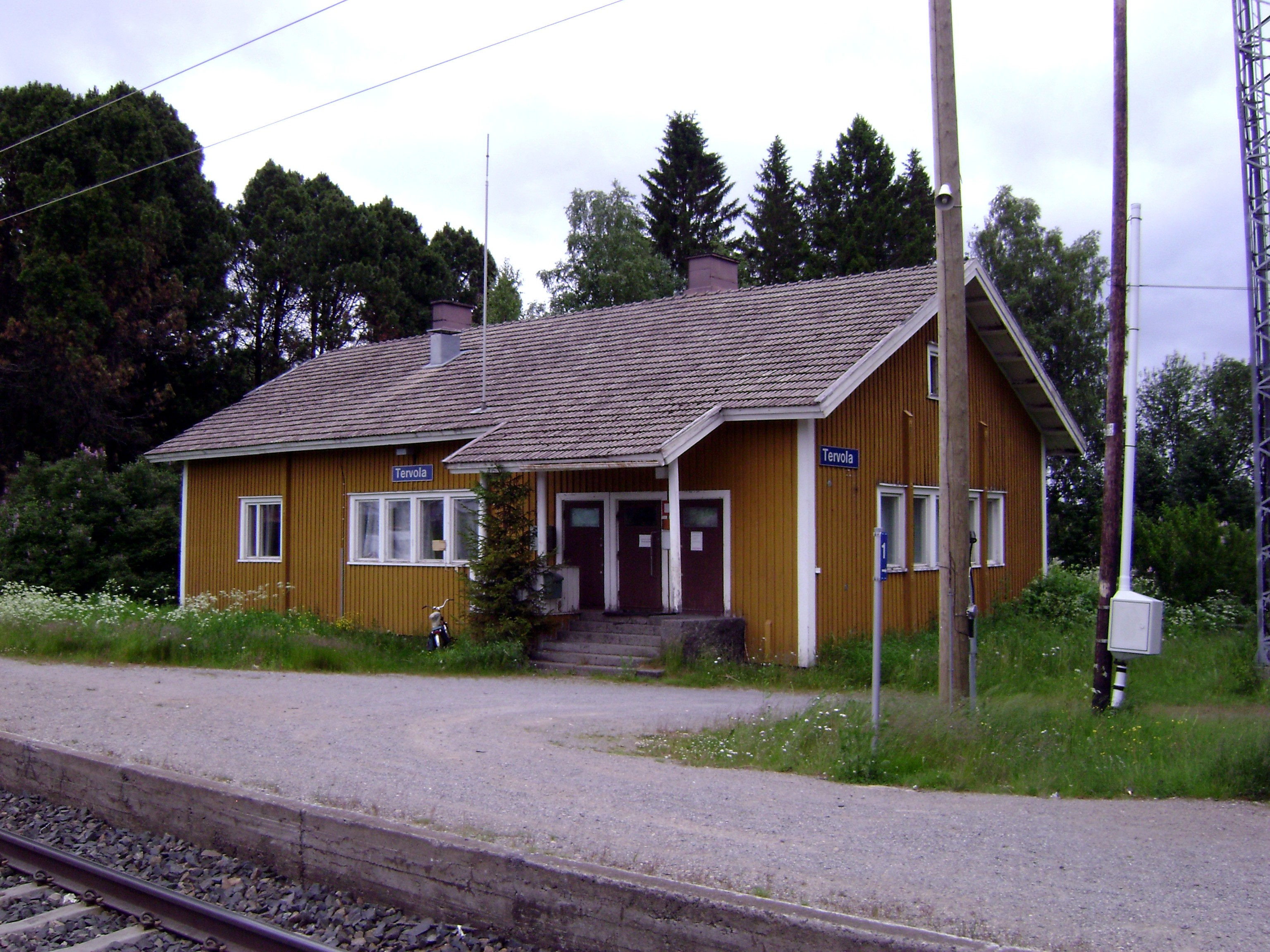
Tervola
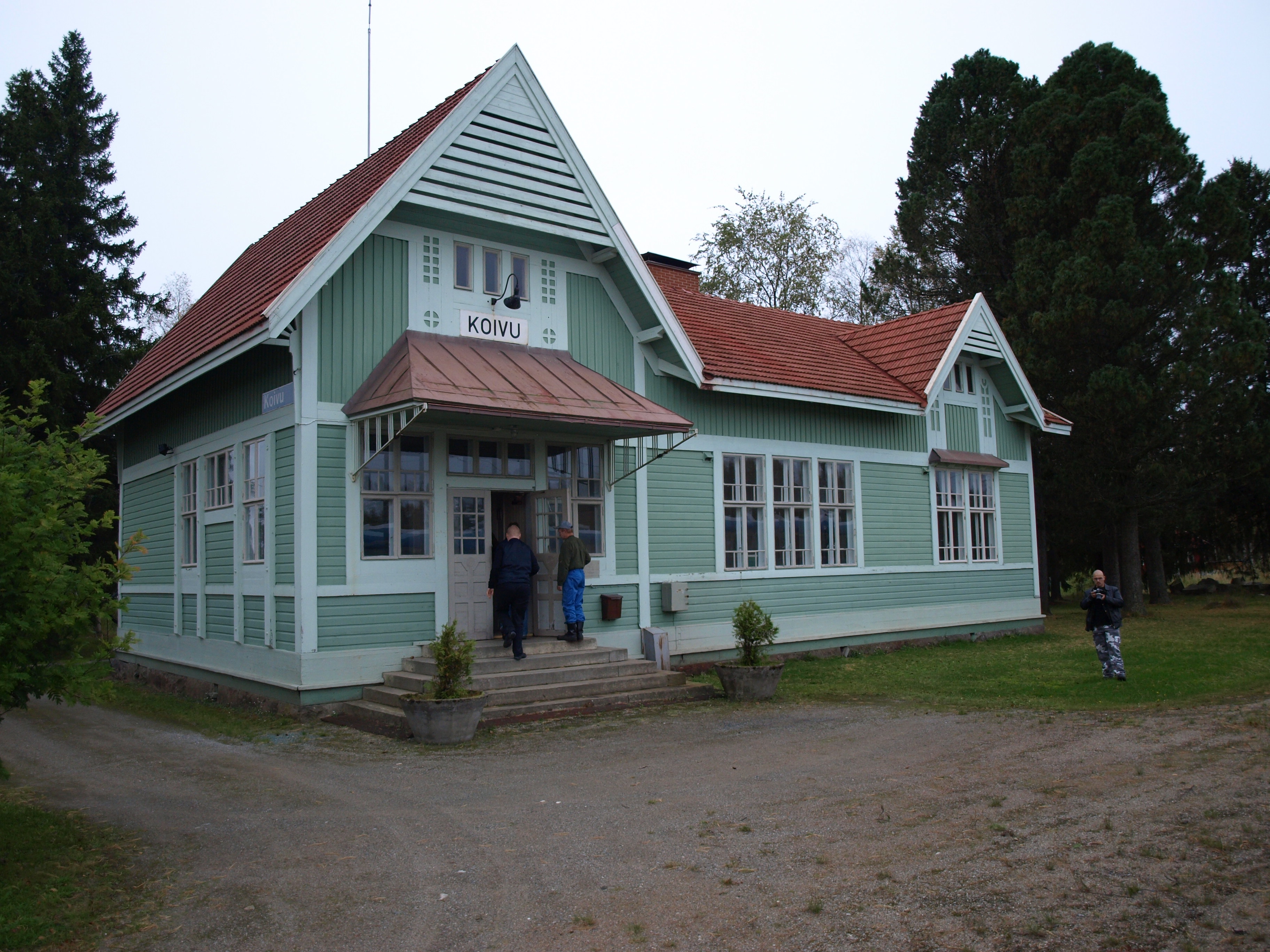
Koivu
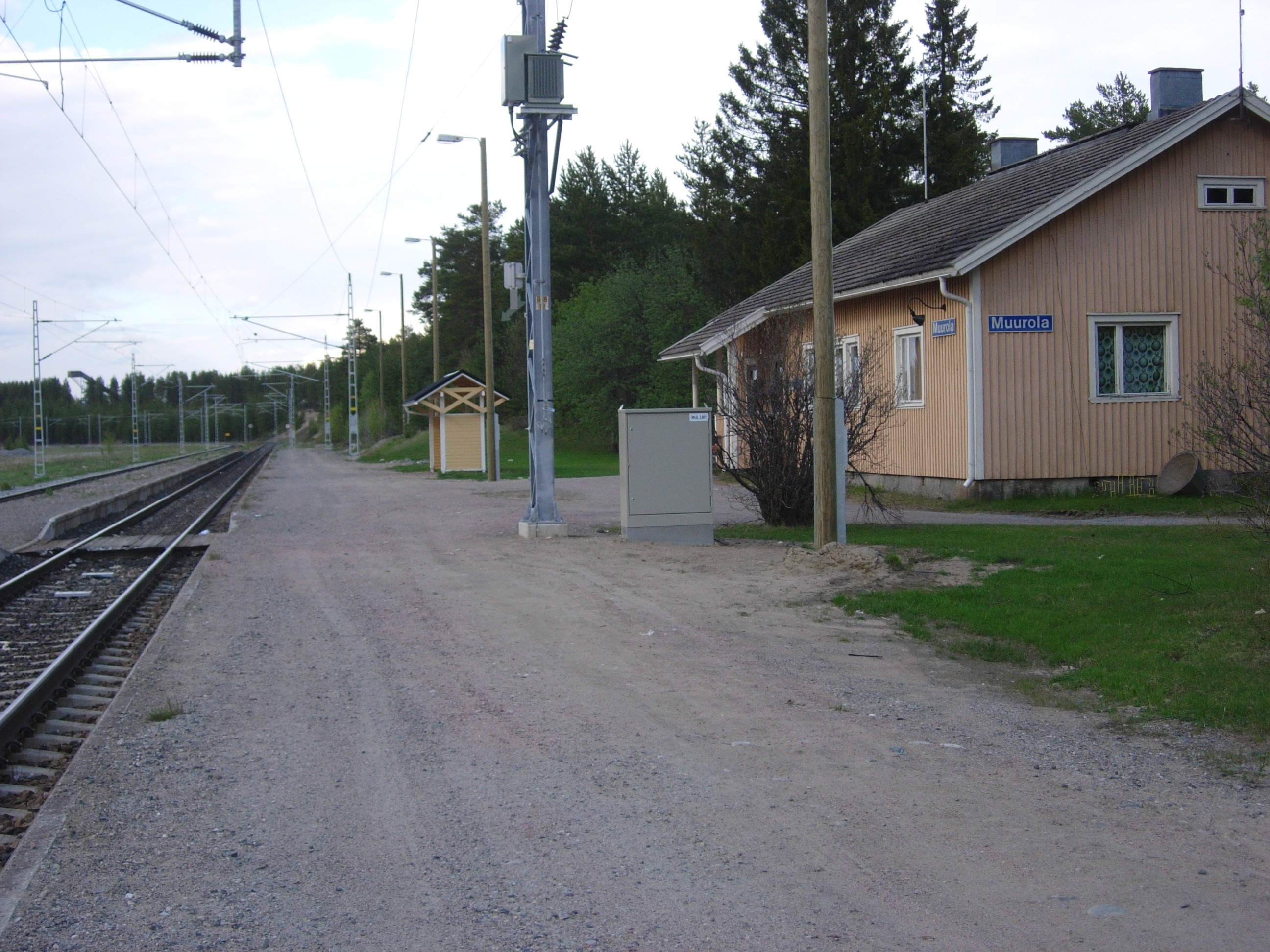
Muurola
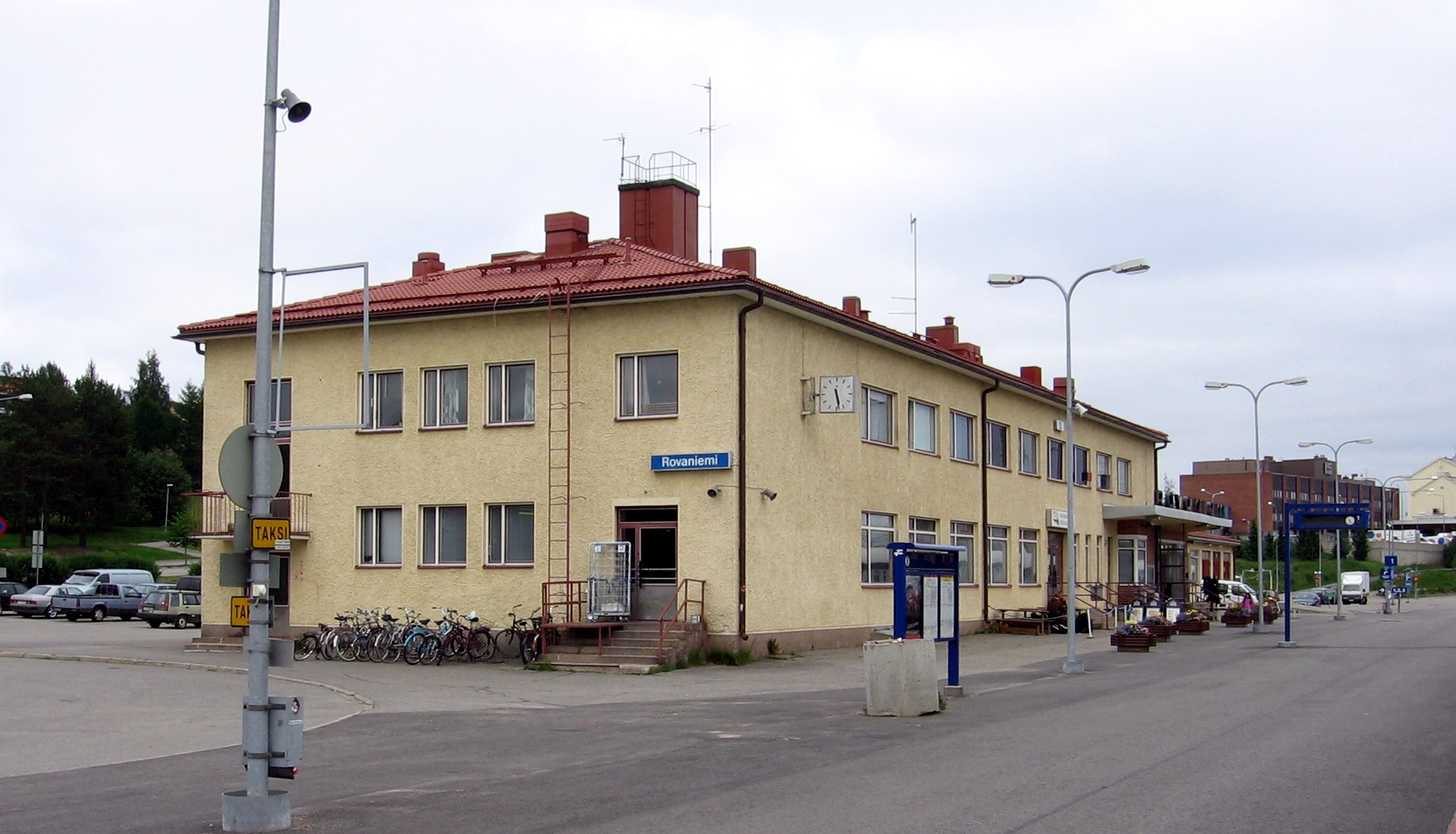
Rovaniemi
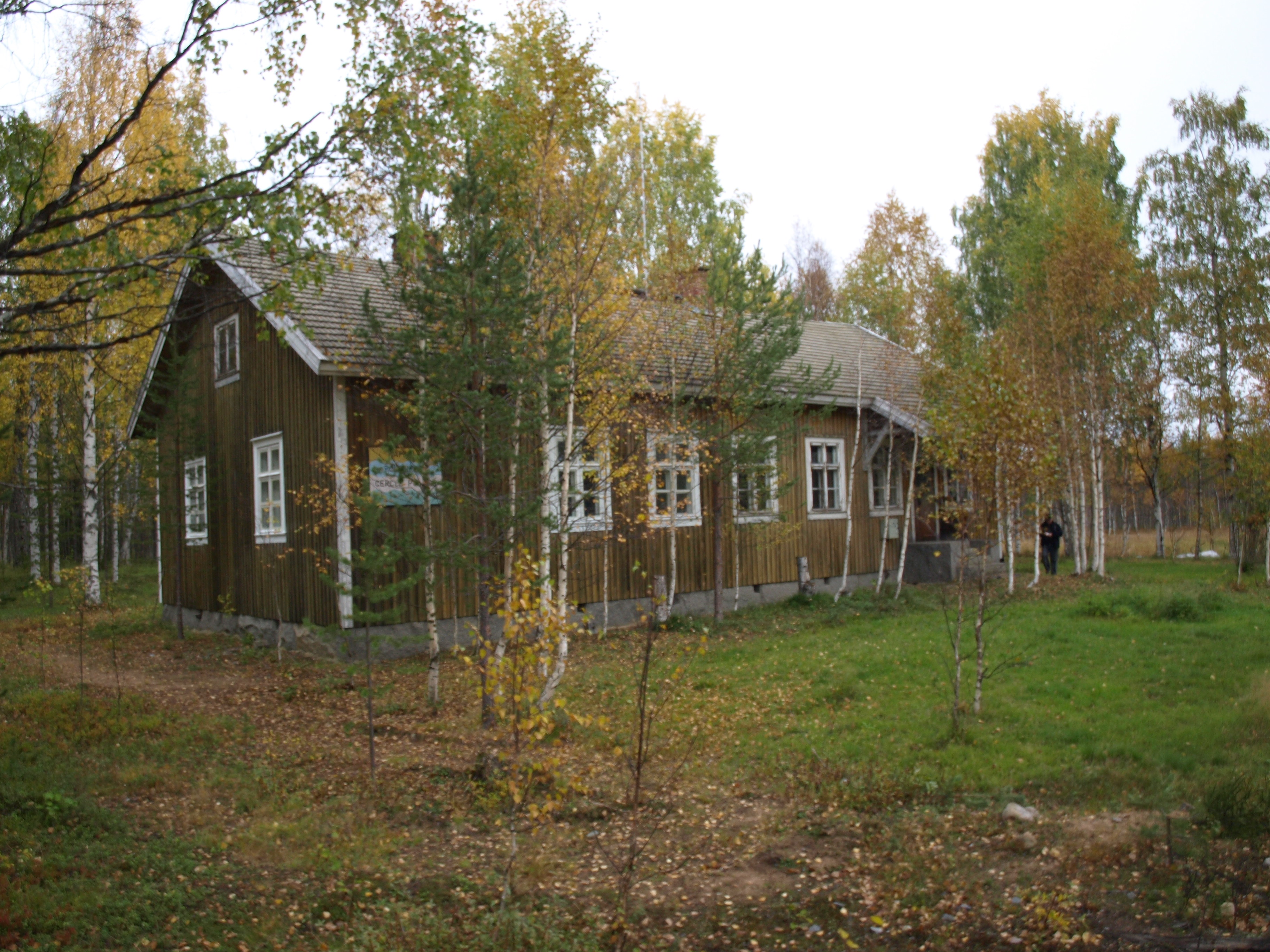
Kulus
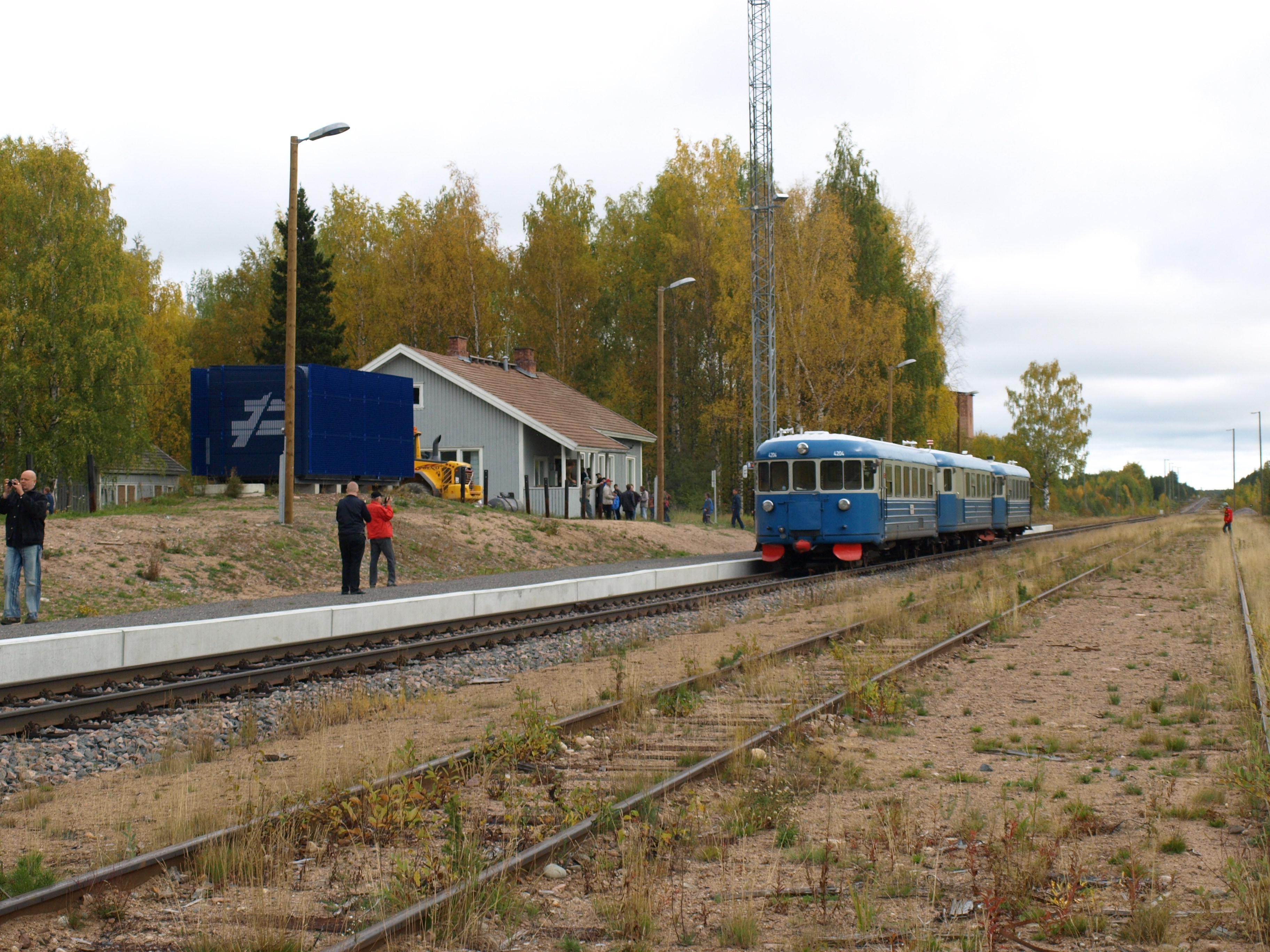
Misi
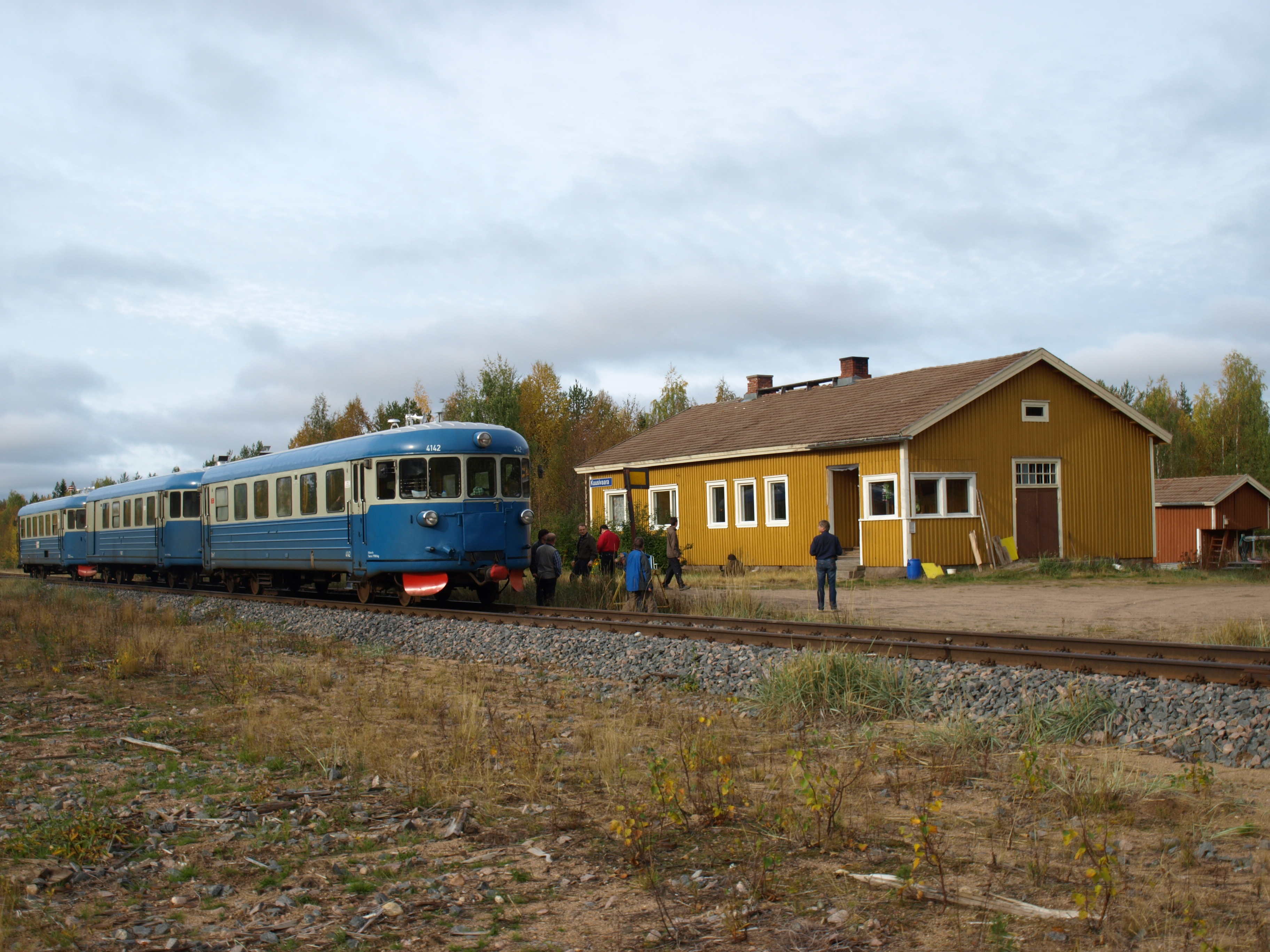
Kuusivaara
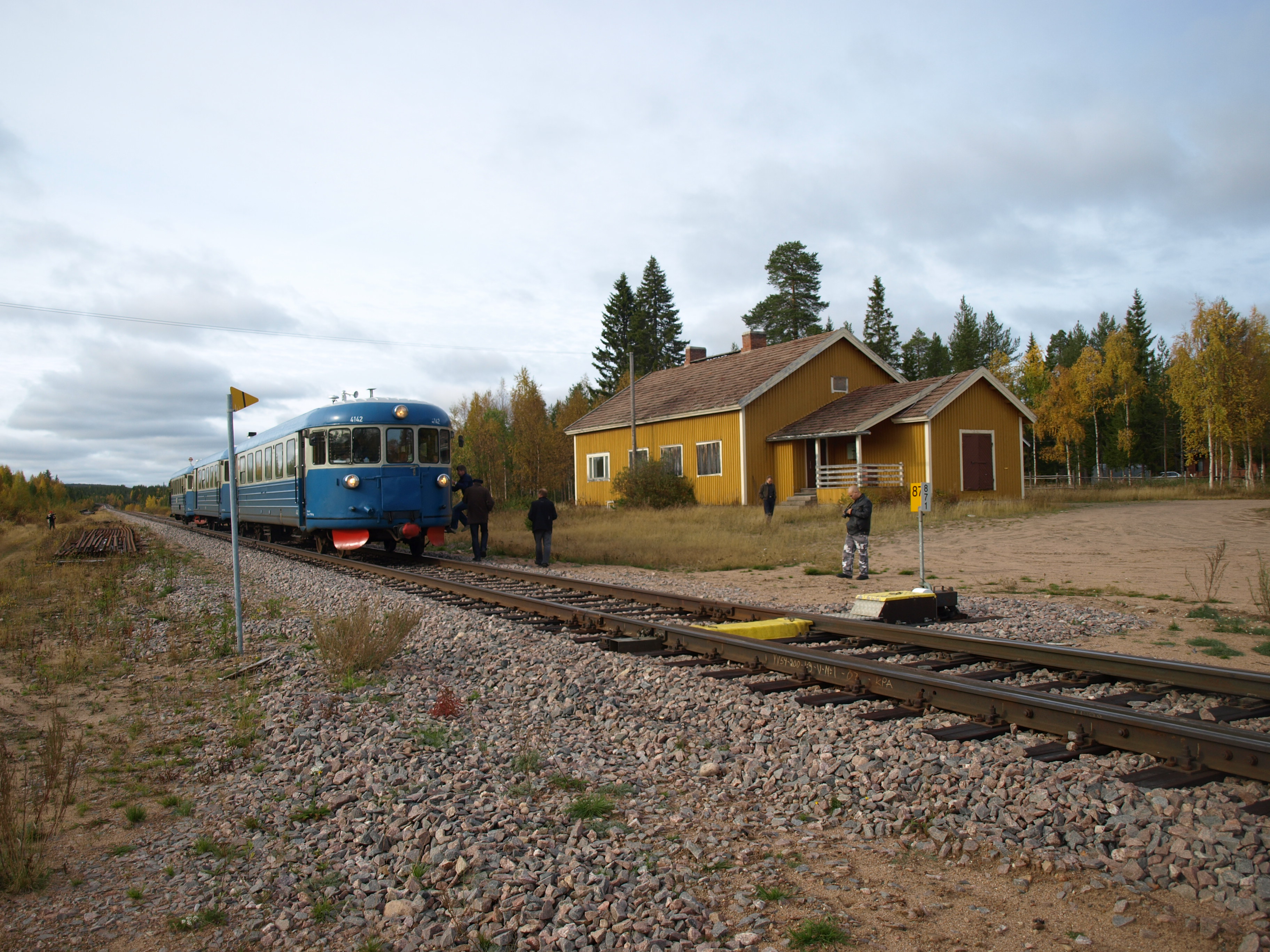
Hanhikoski
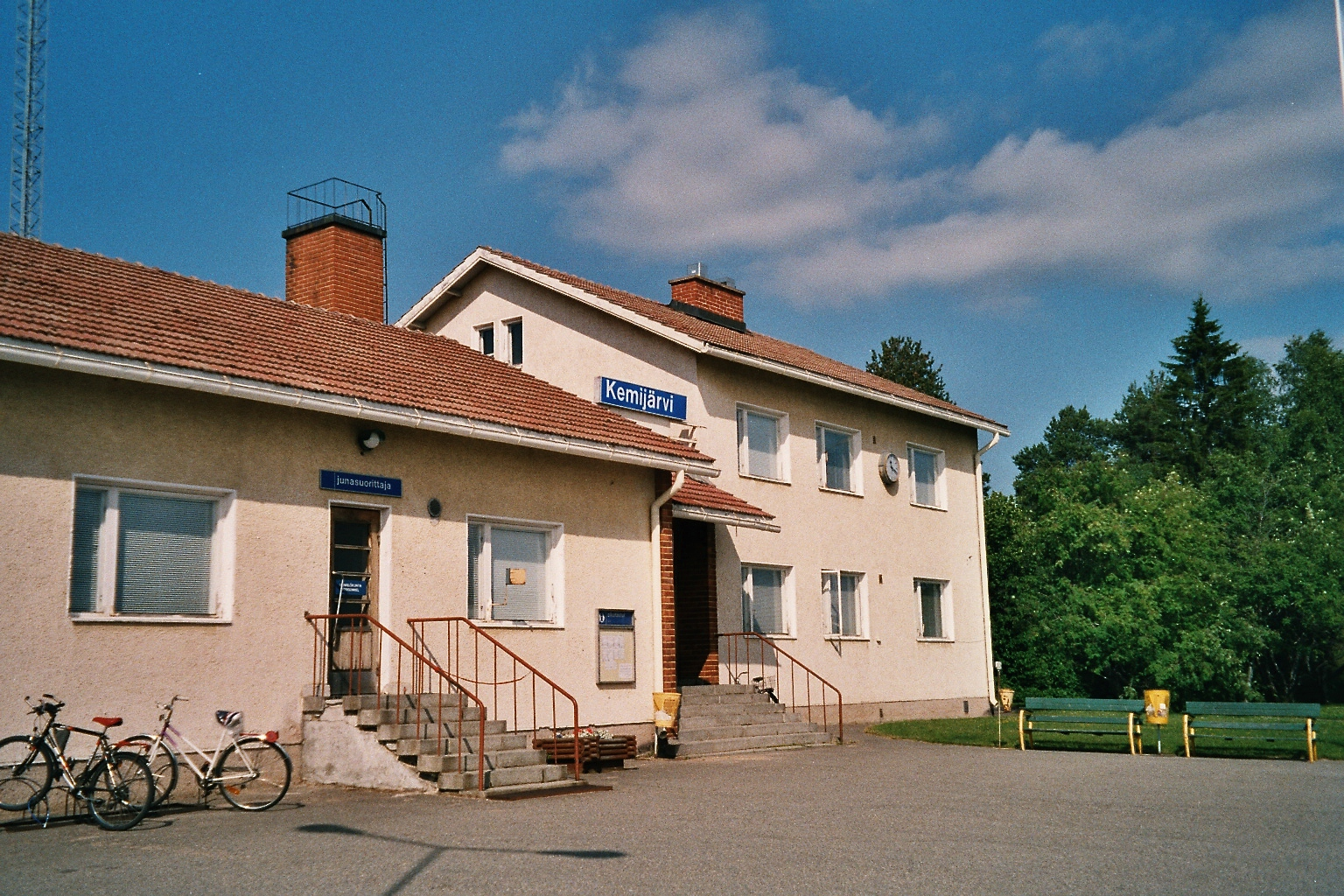
Kemijärvi
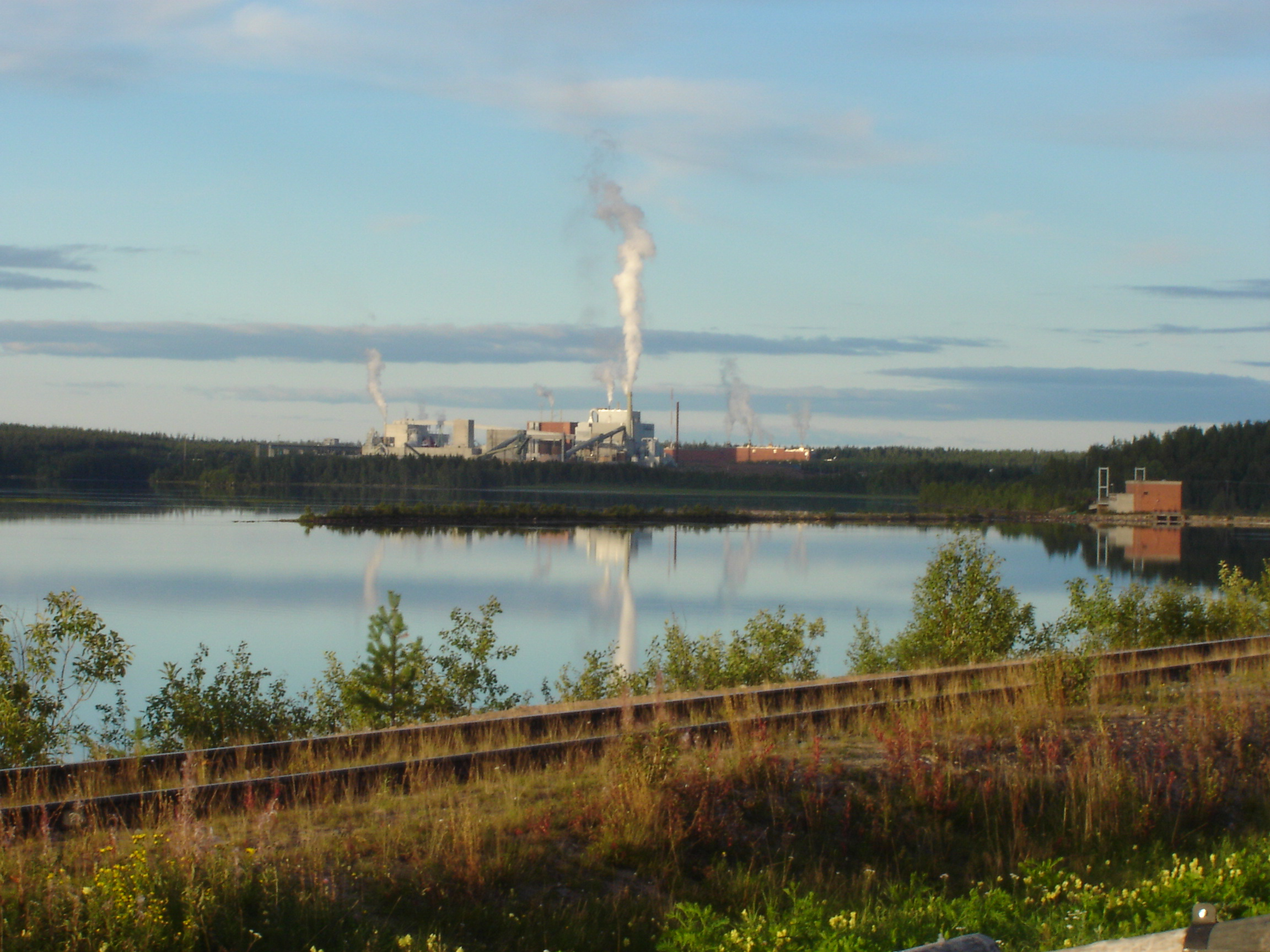
Kemijärvis cellulosafabrik
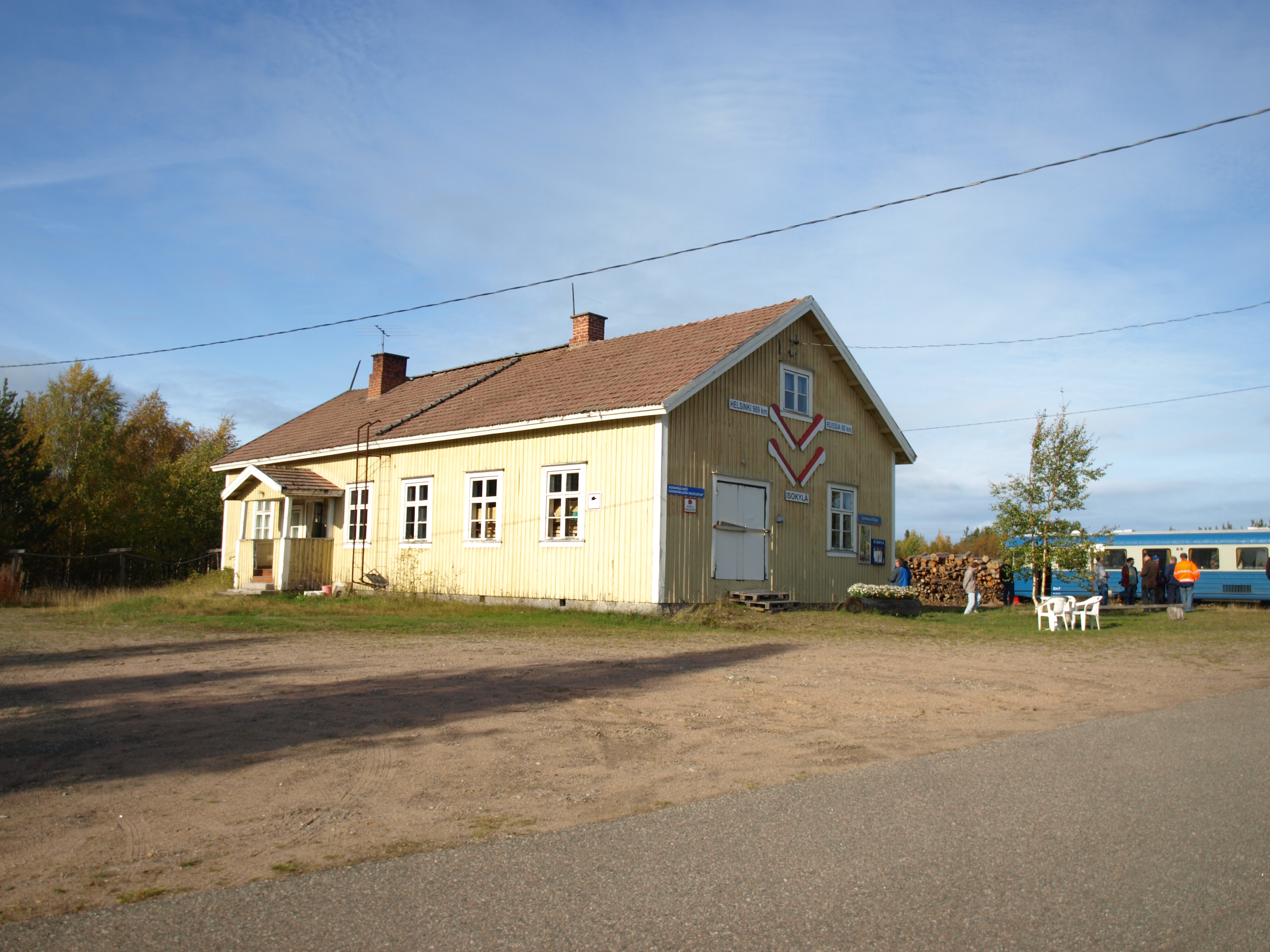
Isokylä
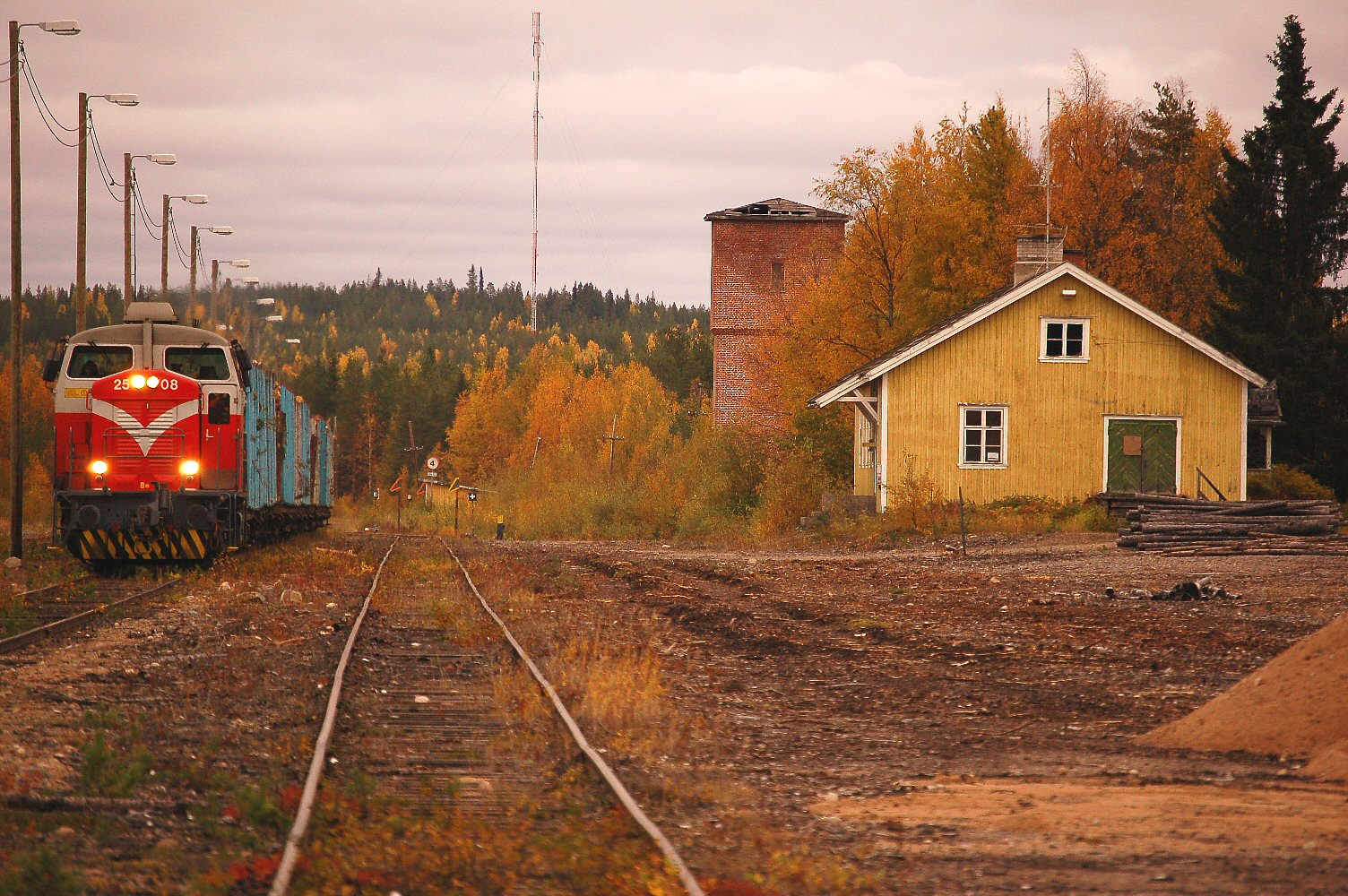
Joutsjärvi
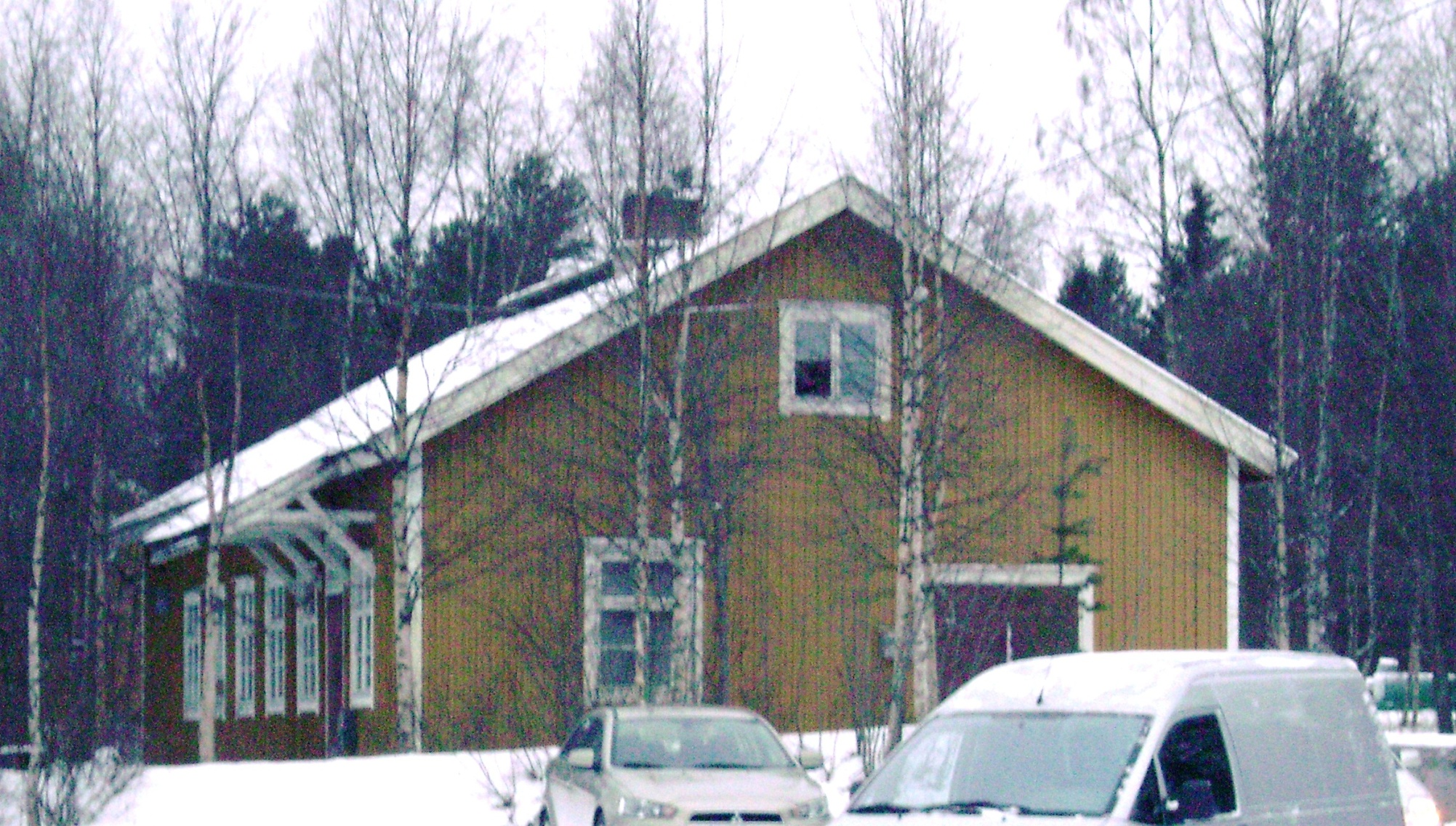
Kursu
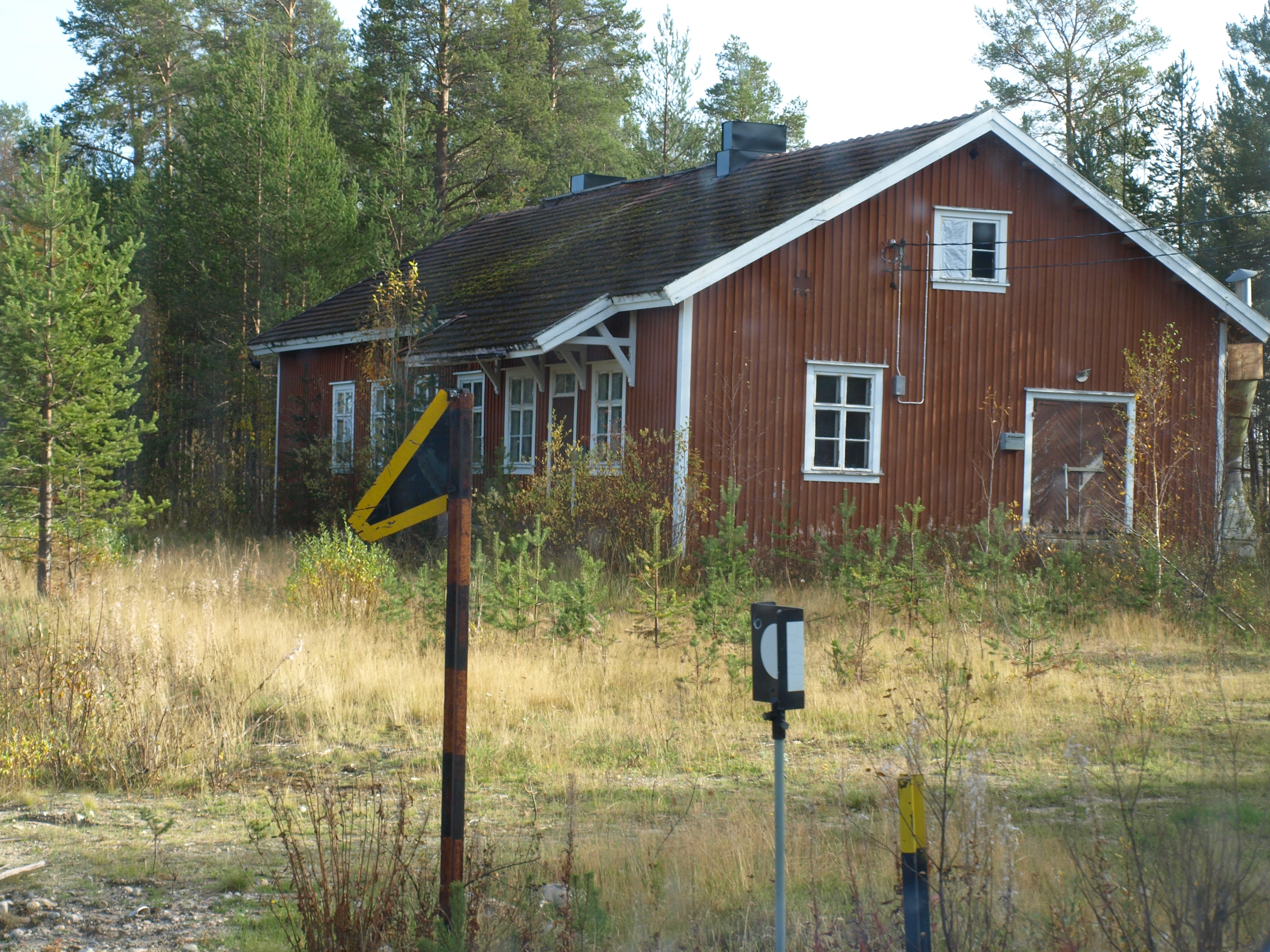
Salmivaara
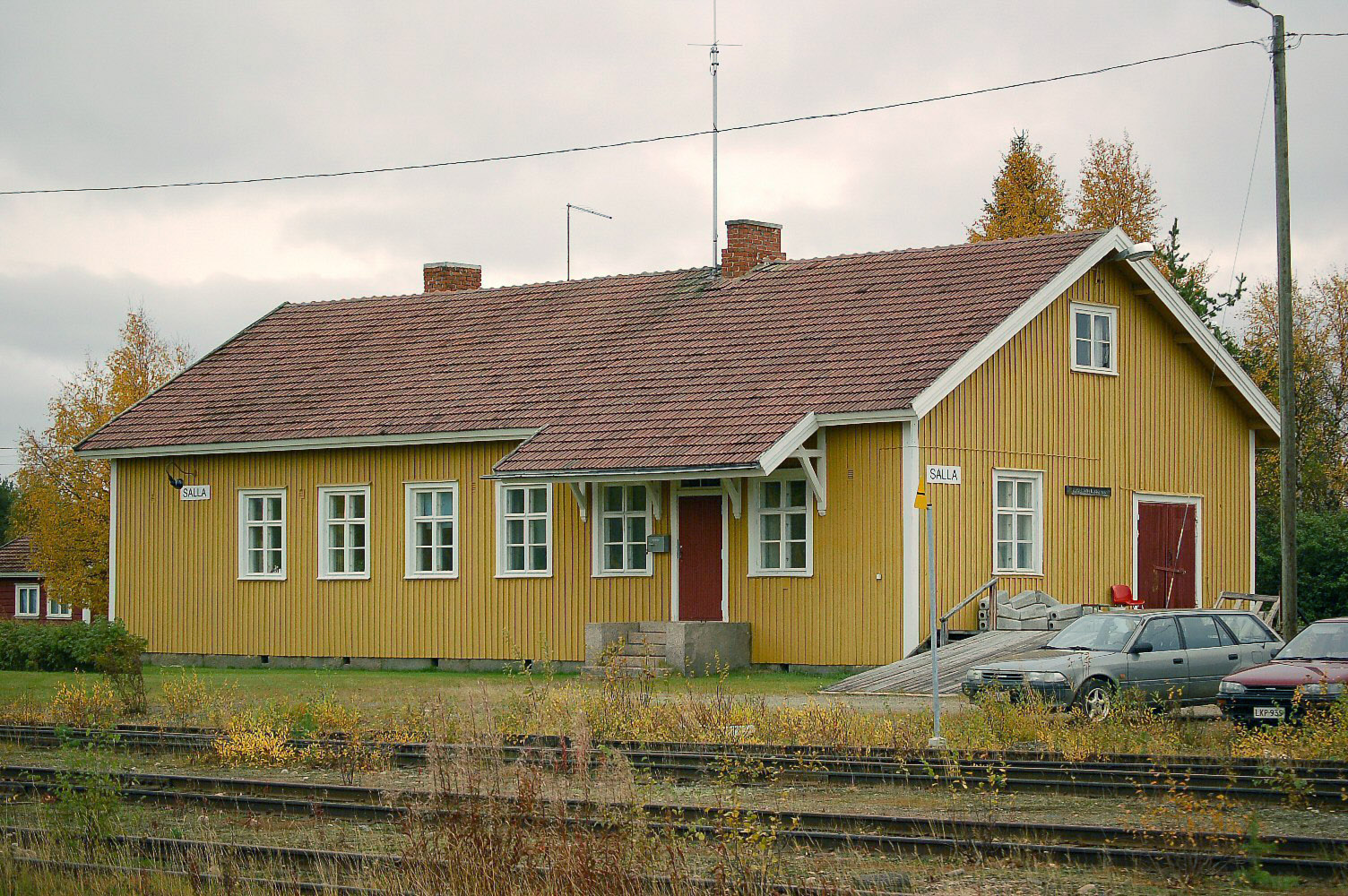
Salla
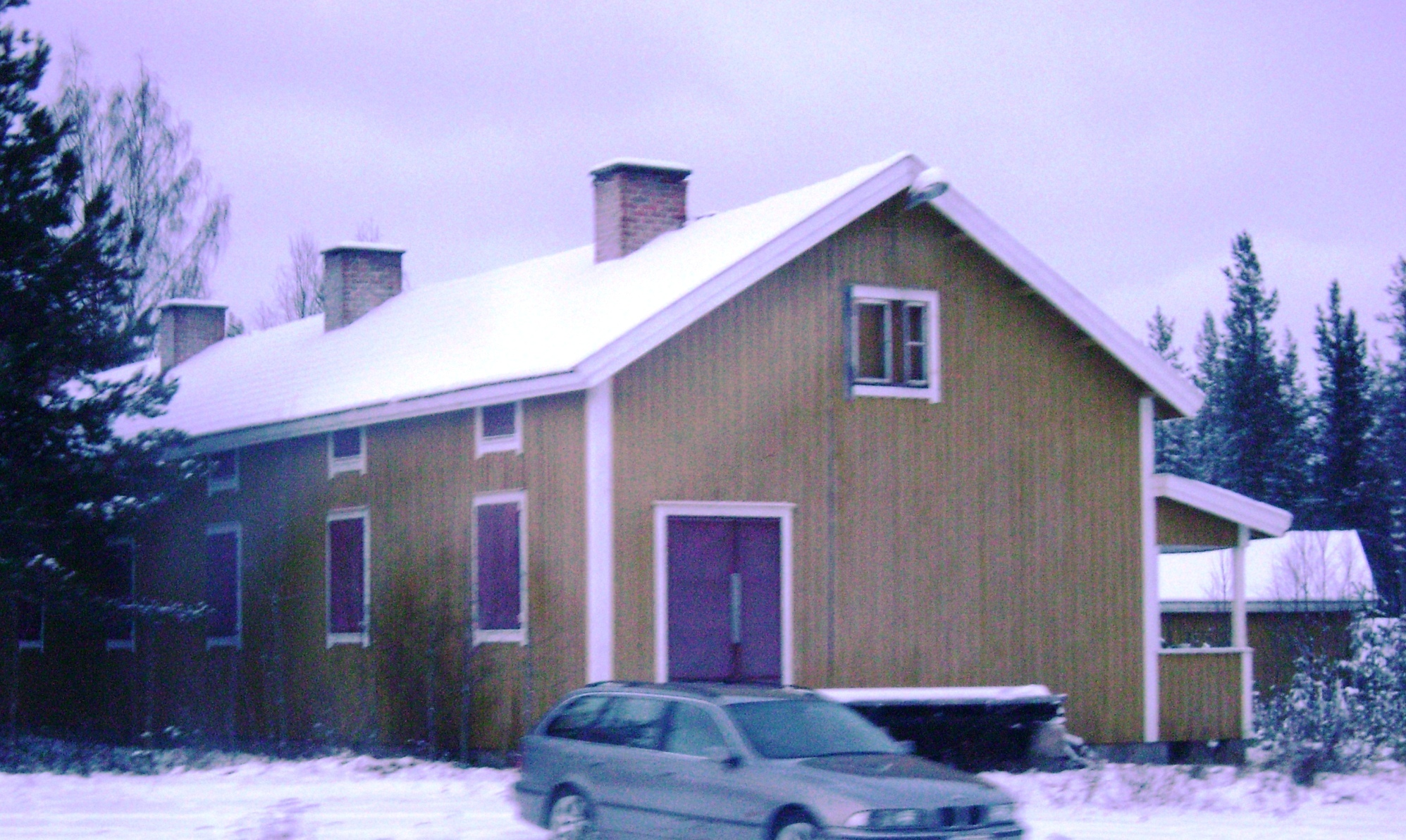
Kelloselkä
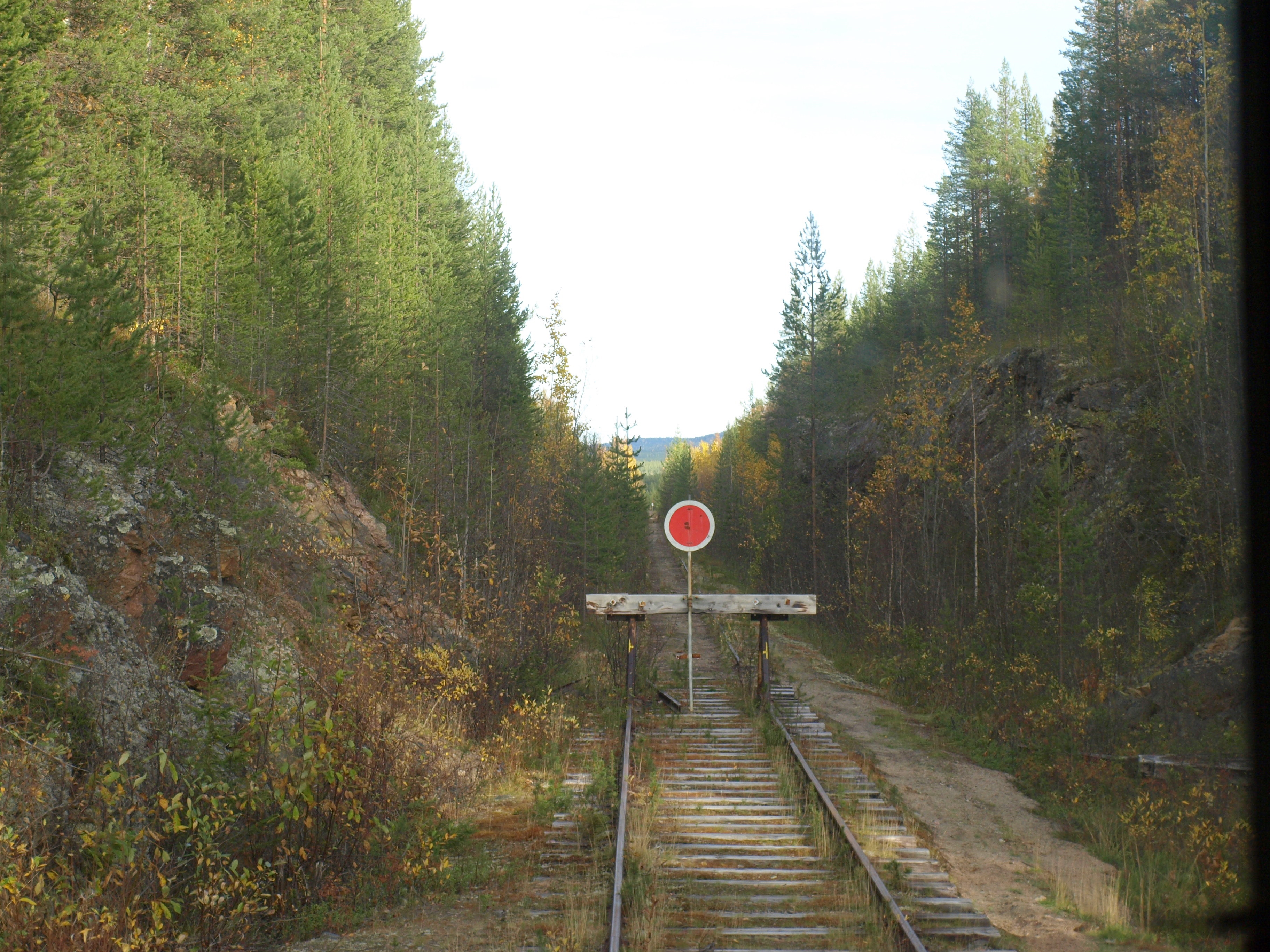
Slutet på banan i Kelloselkä